# Oficina de Derechos Humanos del Periodista
La Oficina de Derechos Humanos del Periodista (OFIP) es una organización para la promoción, protección y defensa de los derechos humanos de los periodistas peruanos, nacida en el año 1989 con el apoyo de la Federación Internacional de Periodistas (FIP) y la Asociación Nacional de Periodistas del Perú, de la que depende. Fue anteriormente conocida como Oficina de Protección de los Derechos Humanos del Periodista, nombre del que mantiene sus siglas, OFIP.
Fue impulsada por los periodistas Roberto Mejía Alarcón, Juan Carlos Hernández Caycho y el abogado venezolano Fabián Chacón, sumándose posteriormente las diversas organizaciones de derechos humanos en el Perú reunidas en la Coordinadora Nacional de Derechos Humanos (CNDDHH). La iniciativa surgió tras el asesinato de ocho periodistas en 1983, en Uchuracay, en Ayacucho.
Su capacidad y potencial efectivo fue puesto a prueba en el año 1992, en el reconocido autogolpe del 5 de abril, que realizó el expresidente peruano Alberto Fujimori Fujimori. La OFIP fue la primera en informar al mundo sobre la situación que vivían los periodistas en esos momentos, y además actuar directamente en salvaguardar la vida de los mismos durante todo el proceso que duraron las acciones en contra de los periodistas por parte del gobierno fujimorista.
La OFIP tiene un equipo de asesores legales, los mismos que se encuentran pendientes de cada uno de los casos judiciales en los cuales se ve perjudicado algún periodista. Opera también una línea gratutita de emergencia para llamadas de alerta, la 080011310